# Morski Urząd Zdrowia
Morski Urząd Zdrowia – jednostka organizacyjna rządu istniejąca w latach 1946–1954, ustanowiona w celu kierowania i realizowania nadzoru sanitarnego obejmującego obszary morskie i osoby tam zatrudnione i odpowiedzialny za bezpieczeństwo zdrowotne w portach i na statkach handlowych.

## Utworzenie Urzędu
Na podstawie dekretu z 1946 r. o organizacji i zakresie działania Morskiego i Portowych Urzędów Zdrowia ustanowiono Morski Urząd Zdrowia z siedzibą w Gdańsku oraz podległe mu Portowe Urzędy Zdrowia.
Morski Urząd Zdrowia podlegał Ministrowi Zdrowia, które mianowało jego dyrektora w porozumieniu z Ministerstwem Żeglugi i Handlu Zagranicznego). Siedziba urzędu znajdowała się w Gdańsku. W portach zlokalizowane były podległe MUZ Portowe Urzędy Zdrowia, kierowane przez lekarzy portowych, których mianował minister zdrowia w porozumieniu z Ministerstwem Żeglugi i Handlu Zagranicznego na wniosek dyrektora Morskiego Urzędu Zdrowia.
Portowe Urzędy Zdrowia zlokalizowane były w Darłowie, Elblągu, Gdańsku, Gdyni, Helu, Kołobrzegu, Łebie, Szczecinie, Świnoujściu, Ustce oraz Władysławowie i każdemu z nich podlegały porty handlowe, przystanie lub porty rybackie, które położone były w bezpośredniej bliskości PUZ.

## Zakres działania urzędu
Do zakresu działania Morskiego Urzędu Zdrowia należały sprawy:
- wykonania obowiązków, wynikających z międzynarodowych konwencji sanitarnych,
- nadzoru sanitarnego nad morskimi portami handlowymi i rybackimi, nad przystaniami morskimi, nad morskimi statkami handlowymi i rybackimi, statkami żeglugi przybrzeżnej i portowej oraz statkami żeglugi śródlądowej, zawijającymi do morskich portów handlowych i rybackich oraz do przystani morskich,
- zatwierdzania lekarzy okrętowych i personelu pomocniczo-lekarskiego na statkach oraz nadzoru nad ich działalnością fachową,
- deratyzacji, dezynfekcji i dezynsekcji statków, terenów, budowli i urządzeń na obszarze portów i przystani,
- przeprowadzania badań lekarskich członków załóg morskich marynarki handlowej i robotników portowych,
- zapobiegania chorobom zawodowym wśród załóg okrętowych oraz wśród rybaków,
- zwalczania chorób zakaźnych i społecznie niebezpiecznych na obszarach portów i przystani oraz wśród członków marynarki handlowej,
- nadzoru sanitarnego nad ruchem pasażerów i migracji,
- nadzoru higieniczno-lekarskiego nad szkołami i kursami dla personelu marynarki handlowej i rybołówstwa morskiego,
- nadzoru sanitarnego nad rybołówstwem morskim i przetwórstwem rybnym,
- kwarantanny,
- udzielania porad leczniczych drogą radiową,
- organizowania i prowadzenia lekarskich poradni portowych,
- ustalania wytycznych co do wymogów sanitarnych, jakim powinny odpowiadać plany budowy i przebudowy statków oraz budowli i urządzeń na obszarze portów i przystani, a także wydawanie opinii o planach w tym zakresie,
- kierownictwa i nadzoru nad działalnością portowych urzędów zdrowia,
- inne sprawy z zakresu administracji sanitarnej portów i wybrzeża morskiego.

## Kierownictwo urzędu
- Na czele Morskiego Urzędu Zdrowia stał dyrektor, mianowany przez Ministra Zdrowia w porozumieniu z Ministrem Żeglugi i Handlu Zagranicznego.
- Na czele Portowych Urzędów Zdrowia stali lekarze portowi, mianowani na wniosek Dyrektora Morskiego Urzędu Zdrowia przez Ministra Zdrowia w porozumieniu z Ministrem Żeglugi i Handlu Zagranicznego.
- Portowe Urzędy Zdrowia podlegały dyrektorowi Morskiego Urzędu Zdrowia.
- W zakresie wykonywania swych funkcji Portowe Urzędy Zdrowia działały w porozumieniu z właściwymi Urzędami Morskimi i Rybackimi.

## Zniesienie urzędu
Na podstawie dekretu z 1954 r. o Państwowej Inspekcji Sanitarnej zniesiono Morski Urząd zdrowia.